# フレッド・ペリー
フレッド・ペリー（Fred Perry, 1909年5月18日 - 1995年2月2日）は、イングランド・ストックポート出身の男子テニス選手。フルネームは Frederick John Perry （フレデリック・ジョン・ペリー）。“イギリスのテニスの神様”として、今なお尊敬を集め続けている名選手である。4大大会でシングルス通算「8勝」を挙げた。1934年から1936年にかけて、地元のウィンブルドン選手権で大会3連覇を達成した。
彼以降永らくイギリス人男子が優勝出来なかったためウィンブルドン現象とまで言われるようになっていた。2013年、アンディ・マリーがウィンブルドンでイギリス人男子として実に77年ぶりの優勝となった。

## キャリア

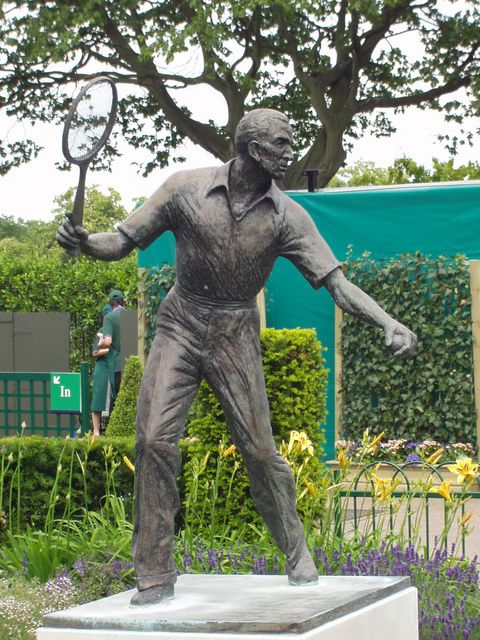
ウィンブルドン選手権会場にあるフレッド・ペリー像

1929年に第3回世界卓球選手権ブダペスト大会男子シングルスで優勝するなどペリーは最初は卓球選手として名声があり、20歳の時にテニスに転向した。ペリーが手本にした選手は、フランスのアンリ・コシェ（1901年 - 1987年）だった。やがてペリーはイギリスのテニス界の第一人者となり、1931年から男子テニス国別対抗戦・デビスカップのイギリス代表となる。1933年、ペリーはイギリスの「デイリー・テレグラフ」紙の評論家の選考による世界ランキングで2位に入った。この年の全仏選手権準々決勝で、ペリーは日本の佐藤次郎（同ランキング3位）に敗れたことがある。
1933年の全米選手権で4大大会に初優勝を果たした時から、ペリーの最盛期が始まる。1934年には全豪選手権、ウィンブルドン選手権、全米選手権の年間3冠を獲得し、この年からイギリス人選手としてウィンブルドン3連覇の偉業を樹立する。初優勝の時は、前年度の世界ランキング1位だったジャック・クロフォード（オーストラリア、1908年 - 1991年）を 6-3, 6-0, 7-5 で破り、1935年と1936年は2年連続でゴットフリート・フォン・クラム（ドイツ、1909年 - 1976年）を圧倒した。
1935年の全仏選手権で初優勝を飾ったペリーは、男子テニス選手として初めて4大大会のシングルス・タイトルをすべて獲得した選手になった。これは男子テニス史上初の「キャリア・グランドスラム」達成を意味する。正真正銘の「年間グランドスラム」は、3年後の1938年にドン・バッジ（アメリカ、1915年 - 2000年）によって実現された。
1936年の全米選手権優勝。グランドスラム優勝8回はリチャード・シアーズ、ウィリアム・レンショー、ウィリアム・ラーンドを抜いてビル・チルデンに次ぐ歴代2位記録となった（当時）。
その後ペリーはプロテニス選手に転向する。1938年にペリーはイギリスを離れ、アメリカ市民権を取得した。第2次世界大戦の期間中はアメリカ空軍に勤務し、終戦後は実業家として生計を立てた。
ペリーは長年にわたってウィンブルドン選手権のラジオ放送解説を担当し、1975年に国際テニス殿堂入りを果たす。ウィンブルドン選手権の会場内にあるペリーの銅像は、1984年に建立された。1987年7月4日にペリーはワシントン・アンド・リー大学から名誉法学博士号を授与された。彼は1941年と1947年にワシントン・アンド・リー大学テニスチームのコーチをしていたことがある。
晩年はオーストラリアに定住し、1995年2月2日にオーストラリアのメルボルンの病院で逝去、85歳。1月末、同市内のホテルに滞在中にろっ骨を折り入院していた。

## ファッションブランド

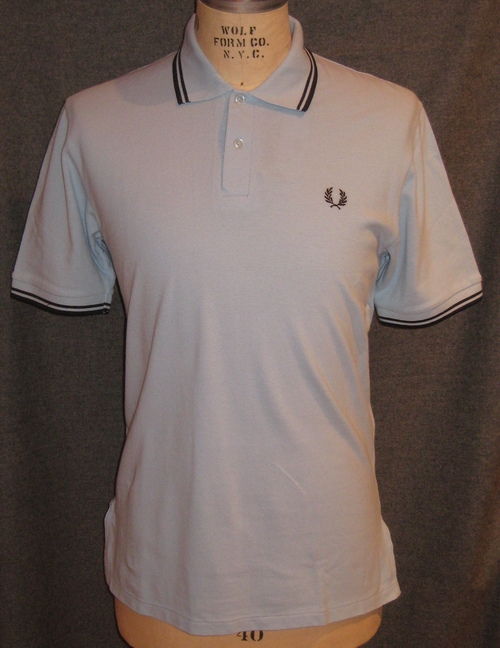
フレッドペリーのポロシャツ

1952年、ペリーはロンドンで「フレッド・ペリー・スポーツウェア社」を設立した。このブランドは月桂樹のロゴで広く知られ、テニスウェアとしてだけではなく、1960年代にはモッズと呼ばれた若者にも好んで着られており、現在でも服飾ブランドとしての地位を固めている。
2020年9月、フレッド・ペリーの黒と黄色のポロシャツがアメリカ合衆国の極右グループ「プラウド・ボーイズ」の「非公式な制服」となったことを受けて、フレッド・ペリー社は同アイテムの北米全域での販売を停止し、メンバーらには着るのをやめるよう呼びかけた。

## 卓球世界選手権
金メダル 1個; 銀メダル 1個; 銅メダル 4個獲得
- 1928年ストックホルム世界卓球選手権: 男子ダブルス銀メダル、混合ダブルス・男子団体銅メダル
- 1929年ブダペスト世界卓球選手権: 男子シングルス金メダル、男子ダブルス・男子団体銅メダル

## 記録
グランドスラム大会を1セットも落とさず「3連覇」
1934年から1936年のウィンブルドンで達成。
グランドスラムで連続セット獲得「62連続」
全米オープンで55セット連続勝利
1933年から1935年
グランドスラム大会で29連勝
1969–1970。歴代2位記録。

## 4大大会優勝
- 全豪選手権　男子シングルス・男子ダブルス：1勝（1934年）
- 全仏選手権　男子シングルス：1勝（1935年）／男子ダブルス：1勝（1933年）／混合ダブルス：1勝（1932年）
- ウィンブルドン選手権　男子シングルス：3勝（1934年-1936年）／混合ダブルス：2勝（1935年・1936年）　［大会3連覇］
- 全米選手権　男子シングルス：3勝（1933年・1934年・1936年）／混合ダブルス：1勝（1932年）

| 年     | 大会                 | 対戦相手                       | 試合結果                  |
| ------ | -------------------- | ------------------------------ | ------------------------- |
| 1933年 | 全米選手権           | ジャック・クロフォード         | 6-3, 11-13, 4-6, 6-0, 6-1 |
| 1934年 | 全豪選手権           | ジャック・クロフォード         | 6-3, 7-5, 6-1             |
| 1934年 | ウィンブルドン選手権 | ジャック・クロフォード         | 6-3, 6-0, 7-5             |
| 1934年 | 全米選手権           | ウィルマー・アリソン           | 6-4, 6-3, 1-6, 8-6        |
| 1935年 | 全仏選手権           | ゴットフリート・フォン・クラム | 6-3, 3-6, 6-1, 6-3        |
| 1935年 | ウィンブルドン選手権 | ゴットフリート・フォン・クラム | 6-2, 6-4, 6-4             |
| 1936年 | ウィンブルドン選手権 | ゴットフリート・フォン・クラム | 6-1, 6-1, 6-0             |
| 1936年 | 全米選手権           | ドン・バッジ                   | 2-6, 6-2, 8-6, 1-6, 10-8  |

## 4大大会シングルス成績
略語の説明
| W | F | SF | QF | #R | RR | Q# | LQ | A | Z# | PO | G | S | B | NMS | P | NH |

W=優勝, F=準優勝, SF=ベスト4, QF=ベスト8, #R=#回戦敗退, RR=ラウンドロビン敗退, Q#=予選#回戦敗退, LQ=予選敗退, A=大会不参加, Z#=デビスカップ/BJKカップ地域ゾーン, PO=デビスカップ/BJKカッププレーオフ, G=オリンピック金メダル, S=オリンピック銀メダル, B=オリンピック銅メダル, NMS=マスターズシリーズから降格, P=開催延期, NH=開催なし.
| 大会           | '29 | '30 | '31 | '32 | '33 | '34 | '35 | '36 | W-L    | 勝率  |
| グランドスラム |     |     |     |     |     |     |     |     | 101–15 | 87.07 |
| 全豪           | A   | A   | A   | A   | A   | W   | F   | A   | 9–1    | 90    |
| 全仏           | A   | A   | 4R  | QF  | QF  | QF  | W   | F   | 22–5   | 81.48 |
| ウィンブルドン | 3R  | 4R  | SF  | QF  | 2R  | W   | W   | W   | 36–5   | 87.8  |
| 全米           | A   | 4R  | SF  | 4R  | W   | W   | SF  | W   | 34–4   | 89.47 |